# Нік Александер
Нік Александер (англ. Nicholas Alexander) (нар. 24 серпня 1988) — американський стрибун на лижах з трампліна. Виходець з Лебанону, штат Нью-Гемпшир. На міжнародному рівні дебютував 2007 року. Медалей поки що не має. Найвищий рейтинг у Кубку світу був 42-м у індивідуальній першості на високому трампліні. Найкращий фініш на етапах Гран-прі був у Куршавель, Франція, де він закінчив 15-м.
Лижним спортом займався у Lebanon's Storrs Hill. Батько — начальник поліцейського відділку, мама — вчитель початкової школи.
У жовтні 2009 Нік Александер став національним чемпіоном США зі стрибків з трампліна та увійшов до складу Олімпійської збірної США на олімпіаді у Ванкувері.